# Liste von schweren Maschinengewehren gemäß den Kennblättern fremden Geräts D 50/2

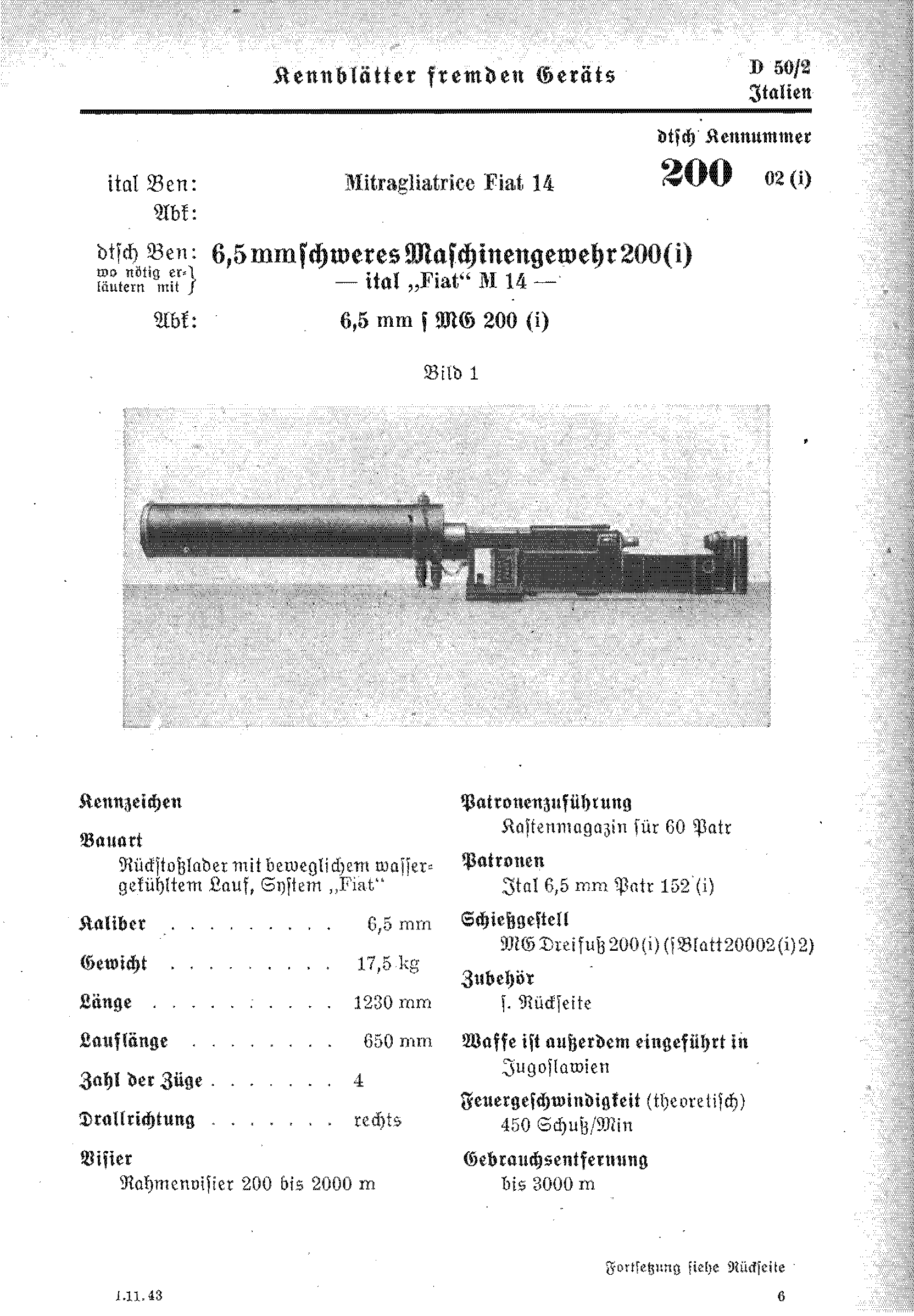
Kennblattbeispiel zu
D 50/2 Nr 200 (i)

In dieser Liste von schweren Maschinengewehren gemäß den Kennblättern fremden Gerät D 50/2 werden Fremdgeräte vom Typ Schweres Maschinengewehr aufgeführt, die vom Heereswaffenamt verzeichnet wurden.
Nachfolgend ein Überblick/Auszug zur offiziellen Dokumentation Kennblätter fremden Geräts D 50/2: Maschinengewehre.

## Hinweise zur Liste
Aufbau der Tabelle
Untenstehende Tabelle führt folgenden Spalteninhalte:
- dtsch. Kennnr. (deutsche Kenn-Nummer), dies entspricht dem Originalindex in den Kopfzeilen der Kennblätter mit Kennnummer, Stoffgebietenummer und Beutezeichen.
- Abk. dtsch. Ben. (Abkürzung deutsche Benennung), Originalbezeichnung entnommen aus der fünften Zeile der Kennblätter.
- Landesbez. nach HWA (Heereswaffenamt), Originalangaben entnommen aus der ersten Zeile der Kennblätter.
- (Wikipedia-Artikel) Link zum Wikipedia-Artikel in runden Klammern in der zweiten Zeile unter Landesbez. nach HWA.
- Bild, eine Bildauswahl aus Wikipedia für dieses Objekt.
- Kal. mm (Kaliber), entnommen aus den technischen Angaben der Kennblätter.
- Bemerkungen, Originalangaben entnommen aus den erweiterten Angaben der Kennblätter.

Die in der Tabelle angegebenen Originaleinträge entsprechen den Angaben aus den Kennblättern. Nach neuerem Forschungsstand sind teilweise Errata in den Kennblättern erkannt worden. Diese werden unten im Abschnitt Anmerkungen jeweils zur Kenn-Nummer erläutert.
| dtsch. Kennr.  | Abk. dtsch. Ben.                         | Landesbez.nach HWA (Wikipedia-Artikel)                                              | Bild                                                                                       | Kal. mm | Bemerkungen |
| -------------- | ---------------------------------------- | ----------------------------------------------------------------------------------- | ------------------------------------------------------------------------------------------ | ------- | --- |
| 200 02 (i)     | 6,5 mm s MG 200 (i)                      | Mitragliatrice Fiat 14 (Fiat–Revelli Modello 1914)                                  |                                                                                            | 6,5     | |
| 200 02 (i) 1   | 6,5 mm s MG 200 (i)                      | Mitragliatrice Fiat 14 (Fiat–Revelli Modello 1914)                                  | Lauf                                                                                       | 6,5     | |
| 200 02 (i) 2   | MG Dreifuß 200 (i)                       | Treppiede M 14                                                                      |                                                                                            | 6,5     | Maschinengewehr- Dreifuß |
| 200 02 (i) 3   |                                          |                                                                                     |                                                                                            | 6,5     | Gewehrträger |
| 200 02 (i) 4   | Stütze                                   |                                                                                     |                                                                                            | 6,5     | |
| 200 02 (i) 5   | Schulterstütze                           |                                                                                     |                                                                                            | 6,5     | |
| 200 02 (i) 6   | Fl A St 200 (i)                          |                                                                                     |                                                                                            | 6,5     | Fliegeraufsatzstück |
| 200 02 (i) 7   |                                          |                                                                                     |                                                                                            | 6,5     | Vorrats- und Ersatzteilkasten mit Inhalt |
| 200 02 (i) 8   |                                          | Patronenkasten                                                                      |                                                                                            | 6,5     | |
| 200 02 (i) 9   | Magazin                                  |                                                                                     |                                                                                            | 6,5     | |
| 200 02 (j)     | 6,5 mm s MG 200 (j)                      | Mitralez 6,5 mm (i) (Fiat–Revelli Modello 1914)                                     |                                                                                            | 6,5     | MG stammt aus italienischen Beständen |
| 200 02 (j) 1   | 6,5 mm s MG 200 (j)                      | Mitralez 6,5 mm (i) (Fiat–Revelli Modello 1914)                                     | Lauf                                                                                       | 6,5     | |
| 200 02 (j) 2   | MG Dreifuß 200 (j)                       | Mitralez 6,5 mm (i) (Fiat–Revelli Modello 1914)                                     | Maschinengewehr- Dreifuß                                                                   | 6,5     | |
| 201 02 (n)     | 6,5 mm a MG 201 (n)                      | Hotchkiss's 6,5 mm mitraljøse m/98 (Hotchkiss M1914)                                |                                                                                            | 6,5     | Waffe auch mit Kaliber 7,9 mm |
| 201 02 (n) 1   | 6,5 mm a MG 201 (n)                      | Hotchkiss's 6,5 mm mitraljøse m/98 (Hotchkiss M1914)                                | Lauf                                                                                       | 6,5     | |
| 201 02 (n) 2   | 6,5 mm a MG 201 (n)                      | Hotchkiss's 6,5 mm mitraljøse m/98 (Hotchkiss M1914)                                | Maschinengewehr- Dreifuß                                                                   | 6,5     | |
| 202 02 (g)     | 6,5 mm s MG 202 (g)                      | in D 50/2 keine Angabe (Maschinengewehr Schwarzlose)                                |                                                                                            | 6,5     | ähnlich 7,9 mm s MG 241 (h) 7,9 mm s MG 242 (h) 8 mm s MG 7/12 (oe)                                                                                          |
| 202 02 (g) 1   | 6,5 mm s MG 202 (g)                      | in D 50/2 keine Angabe (Maschinengewehr Schwarzlose)                                | Lauf                                                                                       | 6,5     | |
| 202 02 (g) 2   | 6,5 mm s MG 202 (g)                      | in D 50/2 keine Angabe (Maschinengewehr Schwarzlose)                                | Maschinengewehr- Dreifuß                                                                   | 6,5     | |
| 211 02 (f)     | 7,5 mm s MG 211 (f)                      | Mitrailleuse de 7,5 mm Type MAC Mle 1936 (MAC 1936)                                 |                                                                                            | 7,5     | |
| 211 02 (f) 1   | 7,5 mm s MG 211 (f)                      | Mitrailleuse de 7,5 mm Type MAC Mle 1936 (MAC 1936)                                 | Lauf                                                                                       | 7,5     | |
| 216 02 (r)     | 7,62 mm s MG 216 (r)                     | Stankowüj pulemet „Maxima“ obr 1910 (PM 1910)                                       |                                                                                            | 7,62    | |
| 216 02 (r) 1   | 7,62 mm s MG 216 (r)                     | Stankowüj pulemet „Maxima“ obr 1910 (PM 1910)                                       | Lauf                                                                                       | 7,62    | |
| 216/1 02 (r) 2 | MG Dreifußlaf 216/1 (r)                  |                                                                                     |                                                                                            | 7,62    | Maschinengewehr Dreifußlafette |
| 216/2 02 (r) 3 | MG Räderlalaf 216/2 (r)                  | Stanok „Sokolowa“                                                                   |                                                                                            | 7,62    | Maschinengewehr- Räderlafette |
| 216/3 02 (r) 4 | Vierl MG Laf 216/3 (r)                   |                                                                                     |                                                                                            | 7,62    | Vierling Maschinengewehr- Lafette |
| 216 02 (r) 5   |                                          |                                                                                     | Patronenkasten                                                                             | 7,62    | |
| 216 02 (r) 6   | Erg K 216 (r)                            |                                                                                     | Ergänzungskasten                                                                           | 7,62    | |
| 216 02 (r) 7   | Fla Visier 216 (r)                       |                                                                                     | Fliegerabwehr- visier                                                                      | 7,62    | |
| 217 02 (a)     | 7,62 mm s MG 217 (a)                     | Machine Gun „Colt“ (M1895 Colt–Browning machine gun)                                |                                                                                            | 7,62    | Waffe ist veraltet, Gleicht bis auf Patronenlager und Drallrichtung dem 7,62 mm s MG 217 (r)                                                                 |
| 217 02 (a) 1   | 7,62 mm s MG 217 (a)                     | Machine Gun „Colt“ (M1895 Colt–Browning machine gun)                                | Lauf                                                                                       | 7,62    | |
| 217 02 (a) 2   | MG Dreifuß 217 (a)                       | Machine Gun „Colt“ (M1895 Colt–Browning machine gun)                                |                                                                                            | 7,62    | Maschinengewehr- Dreifuß |
| 217 02 (r)     | 7,62 mm s MG 217 (a)                     | Stankowüj pulemet „Colt“ (M1895 Colt–Browning machine gun)                          |                                                                                            | 7,62    | Stammt aus Lieferungen der Entente während des Weltkrieges                                                                                                   |
| 217 02 (r) 1   | 7,62 mm s MG 217 (a)                     | Stankowüj pulemet „Colt“ (M1895 Colt–Browning machine gun)                          | Lauf                                                                                       | 7,62    | |
| 217 02 (r) 2   | MG Dreifuß 217 (a)                       | Stankowüj pulemet „Colt“ (M1895 Colt–Browning machine gun)                          | Maschinengewehr- Dreifuß                                                                   | 7,62    | |
| 218 02 (r)     | 7,62 mm s MG 218 (r)                     | 7,62 mm Pulemet obr 1939 (Degtjarjow DS-39)                                         |                                                                                            | 7,62    | |
| 218 02 (r) 1   | 7,62 mm s MG 218 (r)                     | 7,62 mm Pulemet obr 1939 (Degtjarjow DS-39)                                         | Lauf                                                                                       | 7,62    | |
| 218 02 (r) 2   | MG Dreifuß 218 (r)                       | Stanok obr 1939                                                                     | Maschinengewehr -Dreifuß                                                                   | 7,62    | |
| 218 02 (r) 3   | MG Erg K 218 (r)                         | Maschinengewehr- Ergänzungskasten                                                   |                                                                                            | 7,62    | |
| 219 02 (a)     | 7,62 mm s MG 219 (a)                     | Machine Gun „Browning“ cal .30" M 1917 (Browning M1917)                             |                                                                                            | 7,62    | zur Beförderung wird der MG Karr 504 (a) verwendet |
| 219 02 (a) 1   | 7,62 mm s MG 219 (a)                     | Machine Gun „Browning“ cal .30" M 1917 (Browning M1917)                             | Lauf                                                                                       | 7,62    | |
| 219 02 (a) 2   | MG Dreifuß 219 (a)                       | Machine Gun Tripod mount „Browning“                                                 | Maschinengewehr- Dreifuß                                                                   | 7,62    | |
| 220 02 (b)     | 7,65 mm s MG 220 (b)                     | Mitrailleuse „Hotchkiss“ (Hotchkiss M1914)                                          |                                                                                            | 7,65    | |
| 220 02 (b) 1   | 7,65 mm s MG 220 (b)                     | Mitrailleuse „Hotchkiss“ (Hotchkiss M1914)                                          | Lauf                                                                                       | 7,65    | |
| 220 02 (b) 2   | MG Dreifuß 220 (b)                       | Trépied MAE à Mitrailleuse Hotchkiss                                                | Maschinengewehr- Dreifuß                                                                   | 7,65    | |
| 220 02 (b) 3   | Fla MG Aufsatzstück 220 (b)              | Allonge-support pour mitrailleuse Hotchkiss                                         | Flugzeugabwehr Maschinengewehr- Aufsatzstück                                               | 7,65    | |
| 221 02 (b)     | 7,65 mm s MG 221 (b)                     | Mitrailleuse „Maxim“ MG 08                                                          |                                                                                            | 7,65    | Waffen entspricht dem deutschen MG 08, jedoch geändert auf belgisches 7,65 mm Kaliber                                                                        |
| 221 02 (b) 1   | 7,65 mm s MG 221 (b)                     | Mitrailleuse „Maxim“ MG 08                                                          | Lauf                                                                                       | 7,65    | |
| 221 02 (b) 2   | MG Schlitten 221 (b)                     | Affût-traineau à Mitrailleuse Maxim                                                 |                                                                                            | 7,65    | Maschinengewehr- schlitten |
| 221 02 (b) 3   | Fla MG Aufsatzstück 221 (b)              | Allonge-support pour Mitrailleuse Maxim                                             | Flugzeugabwehr- Maschinengewehr- Aufsatzstück                                              | 7,65    | |
| 221 02 (b) 4   |                                          |                                                                                     |                                                                                            | 7,65    | Ansteckkolben |
| 221 02 (b) 5   |                                          |                                                                                     | Befestigungs- vorrichtung für 2 MG 221 (b)                                                 | 7,65    | |
| 222 02 (b)     | 7,65 mm s MG 222 (b)                     | Mitrailleuse „Colt“ (M1895 Colt–Browning machine gun)                               |                                                                                            | 7,65    | |
| 222 02 (b) 1   | 7,65 mm s MG 222 (b)                     | Mitrailleuse „Colt“ (M1895 Colt–Browning machine gun)                               | Lauf                                                                                       | 7,65    | |
| 222 02 (b) 2   | MG Dreifuß 222 (b)                       | Trépied MAE à Mitrailleuse Colt                                                     | Maschinengewehr- Dreifuß                                                                   | 7,65    | |
| 222 02 (b) 3   | Fla MG Aufsatzstück 222 (b)              | Allonge-support pour Mitrailleuse Colt                                              | Flugzeugabwehr- Maschinengewehr- Aufsatzstück                                              | 7,65    | |
| 230 02 (e)     | 7,7 mm s MG 230 (e)                      | .303-inch Vickers Machine Gun Mark I (Vickers M18)                                  |                                                                                            | 7,7     | gleicht dem MG 231 (h) |
| 230 02 (e) 1   | 7,7 mm s MG 230 (e)                      | .303-inch Vickers Machine Gun Mark I (Vickers M18)                                  | Lauf                                                                                       | 7,7     | |
| 230 02 (e) 2   | MG Dreifuß 230 (e)                       | Heavy Tripod Vickers Mark IV                                                        |                                                                                            | 7,7     | Maschinengewehr- Dreifuß |
| 230 02 (r)     | 7,7 mm s MG 230 (r)                      | .in D 50/2 keine Angabe (Vickers M18)                                               |                                                                                            | 7,7     | gleicht dem MG 231 (h), stammt aus lettischen Beständen |
| 230 02 (r) 1   | 7,7 mm s MG 230 (r)                      | .in D 50/2 keine Angabe (Vickers M18)                                               | Lauf                                                                                       | 7,7     | |
| 230 02 (r) 2   | MG Dreifuß 230 (e)                       | .in D 50/2 keine Angabe (Vickers M18)                                               | Maschinengewehr- Dreifuß                                                                   | 7,7     | |
| 231 02 (h)     | 7,7 mm s MG 231 (h)                      | Mitrailleur M 18 (Vickers M18)                                                      |                                                                                            | 7,7     | gleicht dem 7,7 mm MG 230 (e) |
| 231 02 (h) 1   | 7,7 mm s MG 231 (h)                      | Mitrailleur M 18 (Vickers M18)                                                      | Lauf                                                                                       | 7,7     | |
| 231 02 (h) 2   | MG Df 231 (h)                            | Dreivoet-Affuit tot Mitr. M 18                                                      | Maschinengewehr- Dreifuß                                                                   | 7,7     | |
| 238 02 (p)     | 7,9 mm s MG 238 (p)                      | in D 50/2 keine Angabe (Hotchkiss M1914)                                            |                                                                                            | 7,9     | systemgleich mit 8 mm s MG 257 (p) |
| 238 02 (p) 1   | 7,9 mm s MG 238 (p)                      | in D 50/2 keine Angabe (Hotchkiss M1914)                                            | Lauf                                                                                       | 7,9     | |
| 240 02 (n)     | 7,9 mm s MG 240 (n)                      | Hotchkiss's 7,9 mm mitraljøse m/98 t (Hotchkiss M1914)                              |                                                                                            | 7,9     | systemgleich mit 6,5 mm s MG 201 (e), deutsche Patronen können nicht aus dem 7,9 mm s MG 240 (n) verschossen werden                                          |
| 240 02 (n) 1   | 7,9 mm s MG 240 (n)                      | Hotchkiss's 7,9 mm mitraljøse m/98 t (Hotchkiss M1914)                              | Lauf                                                                                       | 7,9     | |
| 241 02 (h)     | 7,9 mm s MG 241 (h)                      | Mitrailleur M 08 (Maschinengewehr Schwarzlose)                                      |                                                                                            | 7,9     | -Lauf hat 4 Befestigungskämme -Deckelsperre an linke Seite -Nockenrad hat 6 Zähne -Abzug besteht aus 2 Teilen                                                |
| 241 02 (h) 1   | 7,9 mm s MG 241 (h)                      | Mitrailleur M 08 (Maschinengewehr Schwarzlose)                                      | Lauf                                                                                       | 7,9     | |
| 241 02 (h) 2   | MG Dreifuß 241 (h)                       | Mitrailleur M 08 (Maschinengewehr Schwarzlose)                                      | Maschinengewehr- Dreifuß                                                                   | 7,9     | |
| 241 02 (h) 4   | Krad MG Dreifuß 241 (h)                  | Mitrailleur M 08 (Maschinengewehr Schwarzlose)                                      | Kraftrad- Maschinengewehr- Dreifuß                                                         | 7,9     | |
| 242 02 (h)     | 7,9 mm s MG 242 (h)                      | Mitrailleur M 08/13 (Maschinengewehr Schwarzlose)                                   |                                                                                            | 7,9     | -Lauf hat 5 Befestigungskämme -Deckelsperre an linke Seite -Nockenrad hat 18 Zähne -Abzug besteht aus 3 Teilen                                               |
| 242 02 (h) 1   | 7,9 mm s MG 242 (h)                      | Mitrailleur M 08/13 (Maschinengewehr Schwarzlose)                                   | Lauf                                                                                       | 7,9     | |
| 243 02 (h)     | 7,9 mm s MG 243 (h)                      | Mitrailleur M 08/15 (Maschinengewehr Schwarzlose)                                   |                                                                                            | 7,9     | -Lauf hat 5 Befestigungskämme -Deckelsperre an linke Seite -Nockenrad hat 18 Zähne -Abzug besteht aus 3 Teilen -langer Wassermantel -einklappbare Handgriffe |
| 243 02 (h) 1   | 7,9 mm s MG 243 (h)                      | Mitrailleur M 08/15 (Maschinengewehr Schwarzlose)                                   | Lauf                                                                                       | 7,9     | |
| 244 02 (h)     | 7,9 mm s MG 244 (h)                      | Cavaleriemitrailleur M 08/15 (Maschinengewehr Schwarzlose)                          |                                                                                            | 7,9     | -Lauf hat 5 Befestigungskämme -Deckelsperre an linke Seite -Nockenrad hat 18 Zähne -Abzug besteht aus 3 Teilen -kurzer Wassermantel -einklappbare Handgriffe |
| 244 02 (h) 1   | 7,9 mm s MG 244 (h)                      | Cavaleriemitrailleur M 08/15 (Maschinengewehr Schwarzlose)                          | Lauf                                                                                       | 7,9     | |
| 244 02 (h) 2   | Kav MG Dreifuß 244 (h)                   | Cavaleriemitrailleur M 08/15 (Maschinengewehr Schwarzlose)                          | Kavallerie- Maschinengewehr- Dreifuß                                                       | 7,9     | |
| 245/1 02 (n)   | 7,9 mm s MG 245/1 (n)                    | Colt mitraljøse m/29 1 (Browning M1917)                                             |                                                                                            | 7,9     | Verschuss deutscher Gewehrpatronen möglich |
| 245/1 02 (n) 1 | 7,9 mm s MG 245/1 (n)                    | Colt mitraljøse m/29 1 (Browning M1917)                                             | Lauf                                                                                       | 7,9     | |
| 245 02 (n) 2   | MG Dreifuß 245 (n)                       | Lavetten (vugge og trefot) mitr m/29                                                |                                                                                            | 7,9     | Maschinengewehr- Dreifuß |
| 245 02 (n) 3   | MG Dreibein 245 (n)                      |                                                                                     | Maschinengewehr- Dreibein                                                                  | 7,9     | |
| 245/2 02 (n)   | 7,9 mm s MG 245/2 (n)                    | Colt mitraljøse m/29 T (Browning M1917)                                             |                                                                                            | 7,9     | Verschuss deutscher Gewehrpatronen nicht möglich |
| 245/2 02 (n) 1 | 7,9 mm s MG 245/2 (n)                    | Colt mitraljøse m/29 T (Browning M1917)                                             | Lauf                                                                                       | 7,9     | |
| 245 02 (n) 2   | MG Dreifuß 245 (n)                       | Lavetten (vugge og trefot) mitr m/29                                                |                                                                                            | 7,9     | Maschinengewehr- Dreifuß |
| 245 02 (n) 3   | MG Dreibein 245 (n)                      |                                                                                     | Maschinengewehr- Dreibein                                                                  | 7,9     | |
| 246 02 (j)     | 7,9 mm s MG 246 (j)                      | Mitralez M 40 (ZB vz. 37)                                                           |                                                                                            | 7,9     | stammt aus den Waffenwerken Brünn, entspricht s MG 37 (t) |
| 246 02 (j) 1   | 7,9 mm s MG 246 (j)                      | Mitralez M 40 (ZB vz. 37)                                                           | Lauf                                                                                       | 7,9     | |
| 246 02 (j) 2   | MG Dreifuß 246 (j)                       | Mitralez M 40 (ZB vz. 37)                                                           | Maschinengewehr- Dreifuß                                                                   | 7,9     | |
| 247 02 (j)     | 7,9 mm s MG 247 (j)                      | Mitralez 7,9 mm M 7/12 S (Maschinengewehr Schwarzlose)                              |                                                                                            | 7,9     | vom ursprünglichen Kaliber 8 mm auf 7,9 mm geändert, systemgleich mit 7,9 mm s MG 241 (h)                                                                    |
| 247 02 (j) 1   | 7,9 mm s MG 247 (j)                      | Mitralez 7,9 mm M 7/12 S (Maschinengewehr Schwarzlose)                              | Lauf                                                                                       | 7,9     | |
| 247/1 02 (j) 2 | MG Dreifuß 247/1 (j)                     | Mitralez 7,9 mm M 7/12 S (Maschinengewehr Schwarzlose)                              | Maschinengewehr- Dreifuß                                                                   | 7,9     | |
| 247/2 02 (j) 3 | MG Dreifuß 247/2 (j)                     | Mitralez 7,9 mm M 7/12 S (Maschinengewehr Schwarzlose)                              | Maschinengewehr- Dreifuß, schwerer als MG Dreifuß 247/1 (j) und mit breiterem Dreifuß-Kopf | 7,9     | |
| 247/3 02 (j) 4 | Radf MG Dreifuß 247/3 (j)                | Mitralez 7,9 mm M 7/12 S (Maschinengewehr Schwarzlose)                              | Maschinengewehr- Dreifuß für Radfahrer, verkleinerte Ausführung des MG Dreifuß 247/1 (j)   | 7,9     | |
| 247 02 (j) 5   | Fla MG Aufsatzstück 247 (j)              | Mitralez 7,9 mm M 7/12 S (Maschinengewehr Schwarzlose)                              | Flugzeugabwehr- Maschinengewehr- Aufsatzstück                                              | 7,9     | |
| 248 02 (j)     | 7,9 mm s MG 248 (j)                      | Mitralez 7,9 mm M 8 M (MG 08)                                                       |                                                                                            | 7,9     | entspricht dem deutschem s MG 08, jedoch mit besonderem Flavisier, Einschub für Schwarzlose- Schulterstütze und Befestigung für Schwarzlose- Dreifuß         |
| 248 02 (j) 1   | 7,9 mm s MG 248 (j)                      | Mitralez 7,9 mm M 8 M (MG 08)                                                       | Lauf                                                                                       | 7,9     | |
| 248 02 (p)     | 7,9 mm s MG 248 (p)                      | in D 50/2 keine Angabe (MG 08)                                                      |                                                                                            | 7,9     | entspricht dem deutschem s MG 08, jedoch ohne die Formänderungen nach dem Weltkrieg                                                                          |
| 248 02 (p) 1   | 7,9 mm s MG 248 (p)                      | in D 50/2 keine Angabe (MG 08)                                                      | Lauf                                                                                       | 7,9     | |
| 248 02 (p) 2   | MG Schlitten 248 (p)                     | in D 50/2 keine Angabe (MG 08)                                                      |                                                                                            | 7,9     | Maschinengewehr- schlitten |
| 248 02 (r)     | 7,9 mm s MG 248 (r)                      | in D 50/2 keine Angabe (MG 08)                                                      |                                                                                            | 7,9     | entspricht dem deutschem s MG 08, jedoch ohne die Formänderungen nach dem Weltkrieg                                                                          |
| 248 02 (r) 1   | 7,9 mm s MG 248 (r)                      | in D 50/2 keine Angabe (MG 08)                                                      | Lauf                                                                                       | 7,9     | |
| 248 02 (r) 2   | MG Schlitten 248 (r)                     | in D 50/2 keine Angabe (MG 08)                                                      | Maschinengewehr- schlitten                                                                 | 7,9     | |
| 249 02 (p)     | 7,9 mm s MG 249 (p)                      | in D 50/2 keine Angabe (ckm wz. 30)                                                 |                                                                                            | 7,9     | entspricht dem 7,9 mm s MG 249 (r) |
| 249 02 (p) 1   | 7,9 mm s MG 249 (p)                      | in D 50/2 keine Angabe (ckm wz. 30)                                                 | Lauf                                                                                       | 7,9     | |
| 249/1 02 (p) 2 | MG Df 249/1 (p)                          | in D 50/2 keine Angabe (ckm wz. 30)                                                 | Maschinengewehr- Dreifuß, schwer                                                           | 7,9     | |
| 249/2 02 (p) 2 | MG Df 249/2 (p)                          | in D 50/2 keine Angabe (ckm wz. 30)                                                 | Maschinengewehr- Dreifuß, leicht                                                           | 7,9     | |
| 249 02 (r)     | 7,9 mm s MG 249 (r)                      | in D 50/2 keine Angabe (ckm wz. 30)                                                 |                                                                                            | 7,9     | stammt aus polnischen Beständen |
| 249 02 (r) 1   | 7,9 mm s MG 249 (r)                      | in D 50/2 keine Angabe (ckm wz. 30)                                                 | Lauf                                                                                       | 7,9     | |
| 249/1 02 (r) 2 | MG Df 249/1 (r)                          | in D 50/2 keine Angabe (ckm wz. 30)                                                 | Maschinengewehr- Dreifuß, schwer                                                           | 7,9     | |
| 249/2 02 (r) 2 | MG Df 249/2 (r)                          | in D 50/2 keine Angabe (ckm wz. 30)                                                 | Maschinengewehr- Dreifuß, leicht                                                           | 7,9     | |
| 255 02 (i)     | 8 mm s MG 255 (i)                        | Mitragliatrice Fiat 1914/35 (Fiat–Revelli Modello 1935)                             |                                                                                            | 8       | |
| 255 02 (i) 1   | 8 mm s MG 255 (i)                        | Mitragliatrice Fiat 1914/35 (Fiat–Revelli Modello 1935)                             | Lauf                                                                                       | 8       | |
| 255 02 (i) 4   | 8 mm s MG 255 (i)                        | Mitragliatrice Fiat 1914/35 (Fiat–Revelli Modello 1935)                             | Vorrats- und Ersatzteilkasten                                                              | 8       | |
| 255/1 02 (i) 5 | 8 mm s MG 255 (i)                        | Mitragliatrice Fiat 1914/35 (Fiat–Revelli Modello 1935)                             | Patronenkasten für 2 Gurte mit 150 Patronen                                                | 8       | |
| 255/2 02 (i) 6 | 8 mm s MG 255 (i)                        | Mitragliatrice Fiat 1914/35 (Fiat–Revelli Modello 1935)                             | Patronenkasten für 2 Gurte mit 300 Patronen                                                | 8       | |
| 255 02 (i) 7   | 8 mm s MG 255 (i)                        | Mitragliatrice Fiat 1914/35 (Fiat–Revelli Modello 1935)                             | Gurtfüller                                                                                 | 8       | |
| 255 02 (i) 8   | 8 mm s MG 255 (i)                        | Mitragliatrice Fiat 1914/35 (Fiat–Revelli Modello 1935)                             | Patronengurt                                                                               | 8       | |
| 255 02 (i) 91  | 8 mm s MG 255 (i)                        | Mitragliatrice Fiat 1914/35 (Fiat–Revelli Modello 1935)                             | Kreiskorn                                                                                  | 8       | |
| 255 02 (i) 92  | 8 mm s MG 255 (i)                        | Mitragliatrice Fiat 1914/35 (Fiat–Revelli Modello 1935)                             | Flugzeugabwer-Visier                                                                       | 8       | |
| 256 02 (f)     | 8 mm s MG 256 (f)                        | Mitrailleuse „St. Étienne“ Mle „1907“ (St. Etienne M1907)                           |                                                                                            | 8       | |
| 256 02 (f) 1   | 8 mm s MG 256 (f)                        | Mitrailleuse „St. Étienne“ Mle „1907“ (St. Etienne M1907)                           | Lauf                                                                                       | 8       | |
| 256 02 (f) 2   | MG Dreifuß 256 (f)                       | Mitrailleuse „St. Étienne“ Mle „1907“ (St. Etienne M1907)                           | Maschinengewehr- Dreifuß                                                                   | 8       | |
| 256 02 (g)     | 8 mm s MG 256 (g)                        | in D 50/2 keine Angabe (St. Etienne M1907)                                          |                                                                                            | 8       | entspricht dem 8 mm s MG 256 (f) |
| 256 02 (g) 1   | 8 mm s MG 256 (g)                        | in D 50/2 keine Angabe (St. Etienne M1907)                                          | Lauf                                                                                       | 8       | |
| 256 02 (g) 2   | MG Dreifuß 256 (g)                       | in D 50/2 keine Angabe (St. Etienne M1907)                                          |                                                                                            | 8       | Maschinengewehr- Dreifuß |
| 256 02 (i)     | 8 mm s MG 256 (i)                        | Mitragliatrice „St. Etienne“ Mod 907 (St. Etienne M1907)                            |                                                                                            | 8       | entspricht dem 8 mm s MG 256 (f) |
| 256 02 (i) 1   | 8 mm s MG 256 (i)                        | Mitragliatrice „St. Etienne“ Mod 907 (St. Etienne M1907)                            | Lauf                                                                                       | 8       | |
| 256 02 (i) 2   | MG Df 256 (i)                            | Affusto „St. Etienne“ Mod 907                                                       | Maschinengewehr- Dreifuß                                                                   | 8       | |
| 256 02 (j)     | 8 mm s MG 256 (j)                        | Mitralez 8 mm M 7/15 (St. Etienne M1907)                                            |                                                                                            | 8       | entspricht dem 8 mm s MG 256 (f) |
| 256 02 (j) 1   | 8 mm s MG 256 (j)                        | Mitralez 8 mm M 7/15 (St. Etienne M1907)                                            | Lauf                                                                                       | 8       | |
| 256 02 (j) 2   | MG Dreifuß 256 (j)                       | Mitralez 8 mm M 7/15 (St. Etienne M1907)                                            | Maschinengewehr- Dreifuß                                                                   | 8       | |
| 257 02 (f)     | 8 mm s MG 257 (f)                        | Mitrailleuse „Hotchkiss“ Mle 1914 (Hotchkiss M1914)                                 |                                                                                            | 8       | |
| 257 02 (f) 1   | 8 mm s MG 257 (f)                        | Mitrailleuse „Hotchkiss“ Mle 1914 (Hotchkiss M1914)                                 | Lauf                                                                                       | 8       | |
| 257 02 (f) 2   | MG Dreifuß 257 (f)                       | Affut-trépied „Hotchkiss“ Mle 1914                                                  | Maschinengewehr- Dreifuß                                                                   | 8       | |
| 257 02 (i)     | 8 mm s MG 257 (i)                        | Mitragliatrice „Hotchkiss“ Mod 1914 (Hotchkiss M1914)                               |                                                                                            | 8       | entspricht dem 8 mm s MG 257 (f) |
| 257 02 (i) 1   | 8 mm s MG 257 (i)                        | Mitragliatrice „Hotchkiss“ Mod 1914 (Hotchkiss M1914)                               | Lauf                                                                                       | 8       | |
| 257 02 (i) 2   | MG Df 257 (i)                            | Affusto „Hotchkiss“ Mod 1914                                                        |                                                                                            | 8       | Maschinengewehr- Dreifuß |
| 257 02 (j)     | 8 mm s MG 257 (j)                        | Mitralez 8 mm M 14 H (Hotchkiss M1914)                                              |                                                                                            | 8       | entspricht dem 8 mm s MG 257 (f) |
| 257 02 (j) 1   | 8 mm s MG 257 (j)                        | Mitralez 8 mm M 14 H (Hotchkiss M1914)                                              | Lauf                                                                                       | 8       | |
| 257 02 (j) 2   | MG Dreifuß 257 (j)                       | Affut-trépied „Hotchkiss“ Mle 1914                                                  | Maschinengewehr- Dreifuß                                                                   | 8       | |
| 257 02 (p)     | 8 mm s MG 257 (p)                        | in D 50/2 keine Angabe (Hotchkiss M1914)                                            |                                                                                            | 8       | entspricht dem 8 mm s MG 257 (f) |
| 257 02 (p) 1   | 8 mm s MG 257 (p)                        | in D 50/2 keine Angabe (Hotchkiss M1914)                                            | Lauf                                                                                       | 8       | |
| 257 02 (p) 2   | MG Df 257 (p)                            | in D 50/2 keine Angabe (Hotchkiss M1914)                                            | Maschinengewehr- Dreifuß                                                                   | 8       | |
| 258 02 (d)     | 8 mm s MG 258 (d)                        | Rekytgevaer M (Trefodsgevaer) (Madsen-Maschinengewehr)                              |                                                                                            | 8       | Angaben sind aus Veröffentlichungen entnommen |
| 258 02 (d) 1   | 8 mm s MG 258 (d)                        | Rekytgevaer M (Trefodsgevaer) (Madsen-Maschinengewehr)                              | Lauf                                                                                       | 8       | |
| 258 02 (d) 2   | MG Df 258 (d)                            | Rekytgevaerfod M 32                                                                 | Maschinengewehr- Dreifuß                                                                   | 8       | |
| 259 02 (i)     | 8 mm s MG 259 (i)                        | Mitragliatrice Breda Mod 37 (Breda M37)                                             |                                                                                            | 8       | systemgleich mit Kpfw MG 350 (i) |
| 259 02 (i) 1   | 8 mm s MG 259 (i)                        | Mitragliatrice Breda Mod 37 (Breda M37)                                             | Lauf                                                                                       | 8       | |
| 259 02 (i) 2   | MG Df 259 (i)                            | Mitragliatrice Breda Mod 37 (Breda M37)                                             |                                                                                            | 8       | Maschinengewehr- Dreifuß |
| 259 02 (i) 31  |                                          | Mitragliatrice Breda Mod 37 (Breda M37)                                             |                                                                                            | 8       | Dreibeinstütze (Bild: Nr. 1) |
| 259 02 (i) 32  | Gewehrträger (Bild: Nr. 2)               | Mitragliatrice Breda Mod 37 (Breda M37)                                             |                                                                                            | 8       | |
| 259 02 (i) 33  | Schulterstütze (Bild: Nr. 3)             | Mitragliatrice Breda Mod 37 (Breda M37)                                             |                                                                                            | 8       | |
| 259 02 (i) 4   | Rückentrage für Maschinengewehr          | Mitragliatrice Breda Mod 37 (Breda M37)                                             |                                                                                            | 8       | |
| 259 02 (i) 5   | Rückentrage für Maschinengewehr- Dreifuß | Mitragliatrice Breda Mod 37 (Breda M37)                                             |                                                                                            | 8       | |
| 259 02 (i) 6   | Patronenkasten                           | Mitragliatrice Breda Mod 37 (Breda M37)                                             |                                                                                            | 8       | |
| 259 02 (i) 7   |                                          | Mitragliatrice Breda Mod 37 (Breda M37)                                             | Ladestreifen (Bild: Nr. 1)                                                                 | 8       | |
| 259 02 (i) 8   | Ladestreifenfüller (Bild: Nr. 2)         | Mitragliatrice Breda Mod 37 (Breda M37)                                             |                                                                                            | 8       | |
| 259 02 (i) 91  | Kreiskorn (Bild: Nr. 4)                  | Mitragliatrice Breda Mod 37 (Breda M37)                                             |                                                                                            | 8       | |
| 259 02 (i) 92  | Fliegerabwehr- Visier (Bild: Nr. 5)      | Mitragliatrice Breda Mod 37 (Breda M37)                                             |                                                                                            | 8       | |
| 260 02 (f)     | 9 mm s MG 260 (f)                        | Mitralleuse de 9mm MAC Mle 1937 (MAC 1937)                                          |                                                                                            | 9       | |
| 260 02 (f) 1   | 9 mm s MG 260 (f)                        | Mitralleuse de 9mm MAC Mle 1937 (MAC 1937)                                          | Lauf                                                                                       | 9       | |
| 261 02 (i)     | 8 mm s MG 261 (i)                        | Mitragliatrice „Schwarzlöse“ Mod 912 (gia 7/12) (Maschinengewehr Schwarzlose)       |                                                                                            | 8       | ähnlich dem 8 mm s MG 7/12 (oe) und 7,9 mm s MG 241 (h) |
| 261 02 (i) 1   | 8 mm s MG 261 (i)                        | Mitragliatrice „Schwarzlöse“ Mod 912 (gia 7/12) (Maschinengewehr Schwarzlose)       | Lauf                                                                                       | 8       | |
| 261 02 (i) 2   | MG Df 261 (i)                            | Affusto„Schwarzlöse“ M 912                                                          | Maschinengewehr- Dreifuß                                                                   | 8       | |
| 267 02 (e)     | 12,7 mm MG 267                           | .50 inch Vickers Machine Gun (Vickers .50 machine gun)                              |                                                                                            | 12,7    | |
| 267 02 (e) 1   | 12,7 mm MG 267                           | .50 inch Vickers Machine Gun (Vickers .50 machine gun)                              | Lauf                                                                                       | 12,7    | |
| 267 02 (e) 2   | MG Laf 267 (e)                           | .50 inch Vickers Machine Gun (Vickers .50 machine gun)                              | Maschinengewehr- Lafette                                                                   | 12,7    | |
| 267 02 (e) 3   | MG Zw Laf 267 (e)                        | .50 inch Vickers Machine Gun (Vickers .50 machine gun)                              | Maschinengewehr- Zwillingslafette                                                          | 12,7    | |
| 268 02 (r)     | 12,7 mm MG 268 (r)                       | in D 50/2 keine Angabe (DSchK)                                                      |                                                                                            | 12,7    | |
| 268 02 (r) 1   | 12,7 mm MG 268 (r)                       | in D 50/2 keine Angabe (DSchK)                                                      | Lauf                                                                                       | 12,7    | |
| 268 02 (r) 2   | MG Laf 268 (r)                           | in D 50/2 keine Angabe (DSchK)                                                      | Maschinengewehr- Lafette                                                                   | 12,7    | |
| 268 02 (r) 3   |                                          | in D 50/2 keine Angabe (DSchK)                                                      |                                                                                            | 12,7    | Ergänzungskasten |
| 268 02 (r) 4   | Patronenkasten (Bild: Nr. 1)             | in D 50/2 keine Angabe (DSchK)                                                      |                                                                                            | 12,7    | |
| 268 02 (r) 5   | Schulterstütze (Bild: Nr. 2)             | in D 50/2 keine Angabe (DSchK)                                                      |                                                                                            | 12,7    | |
| 268 02 (r) 6   | Werkzeugtasche (Bild: Nr. 3)             | in D 50/2 keine Angabe (DSchK)                                                      |                                                                                            | 12,7    | |
| 268 02 (r) 7   | Patronengurt (Bild: Nr. 4)               | in D 50/2 keine Angabe (DSchK)                                                      |                                                                                            | 12,7    | |
| 268 02 (r) 8   | Flavisier 268 (r)                        | in D 50/2 keine Angabe (DSchK)                                                      | Fliegerabwehrvisier                                                                        | 12,7    | |
| 269 02 (a)     | 12,7 mm s MG 269 (a)                     | „Browning“ Machine Gun, cal .50" M2, watercooled (Browning M2)                      |                                                                                            | 12,7    | |
| 269 02 (a) 1   | 12,7 mm s MG 269 (a)                     | „Browning“ Machine Gun, cal .50" M2, watercooled (Browning M2)                      | Lauf                                                                                       | 12,7    | |
| 269 02 (a) 2   | MG Dreifuß 269 (a)                       | Machine Gun Tripod mount, cal .50" M2                                               | Maschinengewehr- Dreifuß                                                                   | 12,7    | |
| 269 02 (a) 3   | MG Dreibein 269 (a)                      | Machine Gun Tripod mount cal .50" M1                                                | Maschinengewehr- Dreibein                                                                  | 12,7    | |
| 269 02 (a) 4   | Vierl MG Laf 269 (a)                     |                                                                                     | Vierlings- Maschinengewehr- Lafette                                                        | 12,7    | |
| 271 02 (f)     | 13,2 mm MG 271 (a)                       | Mitrailleuse Hotchkiss d 13 mm 2 Mle 1930 (Hotchkiss M1929 sMG)                     |                                                                                            | 13,2    | verschiedene Ausführungen vorhanden |
| 271 02 (f) 1   | 13,2 mm MG 271 (a)                       | Mitrailleuse Hotchkiss d 13 mm 2 Mle 1930 (Hotchkiss M1929 sMG)                     | Lauf                                                                                       | 13,2    | |
| 271 02 (f) 2   | MG R SP Laf 271 (f)                      | Affût d’accompagnement à roues à une mitrailleuse „Hotchkiss“ de 13mm2 de cavalerie | Maschinengewehr- Räderspreizlafette                                                        | 13,2    | |
| 271 02 (f) 3   |                                          | Protze für Räderspreizlafette                                                       |                                                                                            | 13,2    | |
| 271 02 (f) 4   | Kav MG Dreifußlaf 271 (f)                | Affût-trépied léger de cavalerie à une mitrailleuse „Hotchkiss“ de 13mm2            | Kavallerie Maschinengewehr- Dreifußlafette                                                 | 13,2    | |
| 271 02 (f) 5   | MG Rund Laf 271 (f)                      | Affût-trépied Type R I à une mitrailleuse Hotchkiss de 13mm2                        |                                                                                            | 13,2    | Maschinengewehr- Rundlafette |
| 271 02 (f) 6   | MG Zw Rund Laf 271 (f)                   | Affût-trépied R3 à deux Mitrailleuses Hotchkiss de 13mm2                            | Maschinengewehr- Zwillings- Rundlafette                                                    | 13,2    | |
| 271 02 (f) 7   | MG Kfz Zw Rund Laf 271 (f)               |                                                                                     | Maschinengewehr- Kraftfahrzeug zwillings- Rundlafette                                      | 13,2    | |
| 281 02 (f)     | 20 mm MG 281 (f)                         | Mitrailleuse de 20 mm „Oerlikon“ Mle 1939 (20-mm-Oerlikon-Kanone)                   |                                                                                            | 20      | |
| 281 02 (f) 1   | 20 mm MG 281 (f)                         | Mitrailleuse de 20 mm „Oerlikon“ Mle 1939 (20-mm-Oerlikon-Kanone)                   | Lauf                                                                                       | 20      | |
| 281 02 (f) 2   | 20 mm MG 281 (f)                         | Mitrailleuse de 20 mm „Oerlikon“ Mle 1939 (20-mm-Oerlikon-Kanone)                   | Dreibein- Rundlafette                                                                      | 20      | |
| 282 02 (i)     | 20 mm MG 282 (i)                         | Cannone Mitragliera Mod 35 (Breda Mod 35)                                           |                                                                                            | 20      | |
| 282 02 (i) 1   | 20 mm MG 282 (i)                         | Cannone Mitragliera Mod 35 (Breda Mod 35)                                           | Lauf                                                                                       | 20      | |
| 282 02 (i) 2   | Db R Laf 282 (i)                         | Affusto M 35                                                                        | Dreibein- Räderlafette                                                                     | 20      | |
| 282 02 (i) 3   |                                          |                                                                                     | Kasten Zubehör und Vorratssachen                                                           | 20      | |
| 282 02 (i) 4   | Magazinkasten                            |                                                                                     |                                                                                            | 20      | |
| 282 02 (i) 5   | Magazin                                  |                                                                                     |                                                                                            | 20      | |